# Риджли, Эндрю
Э́ндрю Джон Ри́джли (англ. Andrew Ridgeley; род. 26 января 1963, Суррей-Хит, Англия) — британский певец и музыкант, автор песен и музыкальный продюсер. Наиболее известен как участник дуэта Wham!, состоявшего из него и Джорджа Майкла.

## Биография
По выражению Ким Сандерс с сайта AllMusic, Эндрю Риджли известен прежде всего как «беззвучный участник» дуэта Wham! — Как она пишет в его биографии, хоть Эндрю «иногда и помогал писать музыку, играл на музыкальных инструментах и пел», основная его функция в дуэте заключалась в том, чтобы просто быть «лучшим другом Джорджа Майкла».
Эндрю и Джордж были знакомы с детства. Их объединяла общая мечта прославиться как музыканты, стать большими звёздами. Какое-то время Джордж и  Эндрю с его братом Полом Риджли и ещё несколькими ребятами составляли группу The Executive. Группа распалась, и Джордж с Эндрю продолжили работать вдвоём, назвав свой дуэт Wham!
В 1986 году дуэт распался. Джордж Майкл начал сольную карьеру, а Эндрю Риджли отправился в Монако и стал автогонщиком. Выступал за команду David Price Racing во французском и немецком чемпионатах класса «Формула-3». Но гоночная карьера оказалась недолгой — после восьми гонок, в большинстве из которых Риджли не доехал до финиша, разбивая машину, он больше не смог найти спонсоров.
Вернувшись в музыку в 1990 году подписал контракт с лейблом Columbia Records, на котором выпустил альбом Son of Albert («Сын Альберта», в честь отца). Музыкально эта пластинка очень сильно отличалась от того, что делали Wham!
Первый сингл с альбома, озаглавленный «Shake», был более или менее успешным, достигнув 16-го места в Австралии, но второй — «Red Dress», (несмотря на то, что в этой песне друга поддержал Джордж Майкл, выступивший в качестве бэк-вокалиста) в чарты вообще не пробился.
Сам альбом тоже продавался слабо. Когда стало понятно, что он фактически провалился и в США  (в июне дебютировав на 130-м месте чарта Billboard 200 и выше уже не поднявшись), лейбл разорвал с Риджли контракт.
Несмотря на то, что карьера Риджли в качестве артиста лейбла Columbia Records оказалась быстротечной, его музыкальные таланты ещё находили применение. Так, он аккомпанировал Джорджу Майклу на гитаре, когда тот исполнял на сцене песню «Don’t Let the Sun Go Down on Me».
В 1993 году Риджли вместе с принцессой Дианой и Дэвидом Боуи присутствовал на благотворительном концерте, приуроченному к Всемирному дню борьбы со СПИДом.
В наши дни Риджли посвящает бо́льшую часть времени сёрфингу и игре в гольф. Также участвовал в автогонках. Кроме того, имеет собственный ресторан. В музыку возвращаться не собирается.

## Личная жизнь
Риджли женат на Керен Вудворд из группы Bananarama, с которой начал встречаться ещё в 1990 году. Через 25 лет совместной жизни они тайно от публики разошлись, но через некоторое время возобновили отношения. У Керен Вудворд есть сын от предыдущего брака, которого пара воспитывает.

## Дискография

### Альбомы
- Son of Albert (1990) — AUS: № 63,[5] NED:  № 66,[10] US: № 130[11]

### Синглы
| Год                                                            | Название    | Чарты | Чарты | Чарты | Чарты | Album         |
| Год                                                            | Название    | UK    | AUS   | NED   | US    | Album         |
| -------------------------------------------------------------- | ----------- | ----- | ----- | ----- | ----- | ------------- |
| 1990                                                           | «Shake»     | 58    | 16    | 48    | 77    | Son of Albert |
| 1990                                                           | «Red Dress» | —     | —*    | —     | —     | Son of Albert |
| «—» — сингл не попал в чарты или не был издан в данной стране. |             |       |       |       |       |               |

- В официально публикующийся хит-парад из 50 позиций песня не вошла. Но по данным, полученным непосредственно от Австралийской ассоциации звукозаписывающих компаний, наивысшая позиция этой песни — 110.[5]